# سرخرگ‌های میان‌دنده‌ای
سرخرگ‌های میان‌دنده‌ای (به انگلیسی: Intercostal arteries) (به لاتین: Arteriae intercostales) گروهی از سرخرگ‌ها هستند که به نواحی میان دنده‌ها (فضاهای میان‌دنده‌ای) خون می‌رسانند. نخستین و دومین سرخرگ میان‌دنده‌ای که به فضاهای میان‌دنده‌ای متناظر خود خون می‌رسانند، از سرخرگی در بدن انسان به نام سرخرگ میان‌دنده‌ای بالایی یا والا (بالاترین سرخرگ میان‌دنده‌ای) ریشه می‌گیرند. این سرخرگ معمولاً از تنه سرخرگی دنده‌ای-گردنی ریشه می‌گیرد که خود شاخه‌ای از سرخرگ زیرترقوه‌ای است. ممکن است برخی کالبدشناسان ادعا کنند که برخلاف سیاهرگ میان‌دنده‌ای بالایی، سرخرگ میان‌دنده‌ای بالایی وجود ندارد.
شاخه‌های میان‌دنده‌ای جلویی سرخرگ سینه‌ای درونی به پنج یا شش فضای میان‌دنده‌ای بالایی خون می‌رسانند. سرخرگ سینه‌ای درونی (با نام پیشین سرخرگ پستانی درونی) سپس به دو شاخه تقسیم می‌شود: سرخرگ بالاشکمی بالایی و سرخرگ ماسکولوفرنیک. بقیه شاخه‌های میان‌دنده‌ای جلویی از سرخرگ ماسکولوفرنیک بیرون می‌آیند. در هر فضای میان‌دنده‌ای، دو تا از این سرخرگ‌های کوچک در جهت پهلویی گذر می‌کنند: یکی نزدیک کنار پایینی دنده بالایی جای می‌گیرد و دیگری نزدیک کنار بالایی دنده پایینی که با سرخرگ میان دنده‌ای پشتی ریشه‌گرفته از آئورت سینه‌ای، بازپیوندی (آناستوموز) می‌کند.
آنها نخست میان پرده جنب و ماهیچه‌های میان‌دنده‌ای درونی جای دارند، سپس میان آن ماهیچه‌ها و درونی‌ترین ماهیچه‌های میان‌دنده‌ای. آنها هم به ماهیچه‌های میان‌دنده‌ای خون می‌رسانند و هم با شاخه‌هایی که ماهیچه‌های میان‌دنده‌ای بیرونی را سوراخ می‌کنند، به پستان‌ها و ماهیچه‌های سینه‌ای خون می‌رسانند.